# Mary Esther Harding
Mary Esther Harding, née à Shropshire, en Angleterre en 1888 et morte en 1971, est une psychologue jungienne américaine d'origine britannique. Elle est considérée comme la première psychologue jungienne d'importance aux États-Unis.

## Biographie
Elle est une lectrice avide et a été instruite à domicile jusqu'à sa onzième année. Afin d'atteindre son objectif d'arriver à être médecin et missionnaire, elle étudie à la London School of Medicine for Women. Elle obtient son diplôme en 1914, en même temps que huit étudiantes. Elle écrit sa thèse de médecine intitulée The Circulatory Failure of Diphtheria, alors qu'elle a elle-même contracté cette maladie à l'hôpital. Après sa convalescence, une de ses amies, Constance Long, lui a procuré une  traduction anglaise du livre de Carl Gustav Jung, la Psychologie de l'Inconscient. C'est ce livre qui la conduit et avec elle, un petit groupe d'étudiants sympathisants, vers la psychologie analytique et qui a motivé sa visite à Jung en Suisse.

## Psychologie analytique
En 1919, elle  se rend, avec Eleanor Bertine et Kristine Mann,à Zurich pour assister à l'une des conférences médicales internationales des femmes. Eleanor Bertine et Esther Harding ont développé une relation amicale et, en 1924, elles s'installent à New York. Chaque année, elles séjournent à Zurich pour deux mois d'analyse et elles passent leurs étés dans l'Île Bailey, Maine, dans la maison de vacances de Kristine Mann. C'est là qu'elles mènent leurs recherches sur l'inconscient.

## Communauté jungienne
María Esther Harding est influente dans la communauté de la psychologie analytique et jungienne de New York, et est une autrice prolifique et une conférencière réputée aux États-Unis et au Canada sur les questions liées à la psychologie.
Son premier livre d'inspiration jungienne est intitulé The Way of All Women (Le Chemin de toutes les femmes) a été un best-seller, traduit dans plusieurs langues et a amené de nombreuses personnes à la psychologie jungienne.
Harding écrit d'autres livres connus, notamment L'Énergie psychique (Psychic Energy), Les Mystères de la femme (Women's mysteries), L'Image paternelle (The Parental Image), et Le je et le non-Je (The I and not I), ainsi que de nombreux articles et documents en rapport avec une thématique variée, allant de la dépression à la religion.
Harding participe à la création d'organisations jungiennes, The Analytical Psychology Club en 1936, The Medical Society for Analytical Psychology. Eastern Divisionen en 1946 et la C.G. Jung Foundation for Analytical Psychology des États-Unis en 1963.

## Publications
- The Circulatory Failure of Diphtheria: A thesis for the degree of Doctor of Medicine in the University of London, University of London Press (1920), ASIN B00087EDZI
- The Way of All Women, Putnam Publishing (New York, 1970).  (ISBN 1-57062-627-8)
- Psychic Energy, its source and goal, ASIN B00005XR4E
- Woman's Mysteries (ancient and modern: A psychological interpretation of the feminine principle as portrayed in myth, story, and dreams), Pantheon; A new and rev. ed edition (1955), ASIN B0006AU8SI
  - Les Mystères de la femme, traduit de l'anglais par Éveline Mahyère, préface par C.G. Jung, Éditions Payot & Rivages, coll. « Petite Bibliothèque Payot », Paris, 1953 (1976, 1993, 2001, 2021).  (ISBN 9782228928397)
- The Parental Image: Its injury and reconstruction; a study in analytical psychology, Published by Putnam for the C. G. Jung Foundation for Analytical Psychology (1965), ASIN B0006BMVIM
- The I and the Not-I. Bollingen (January 1, 1974),  (ISBN 0-691-01796-4)
- The Value and Meaning of Depression, Analytical Psychology Club (June, 1985),  (ISBN 0-318-04660-1)
- A short review of Dr. Jung's article Redemption ideas in alchemy,  ASIN B0008C5SP2
- The mother archetype and its functioning in life, Analytical Psychology Club of New York City (1939), ASIN B00089E47S
- Afterthoughts on The Pilgrim, Analytical Psychology Club of New York (1957), ASIN B0006RJAD0
- Inward Journey, Sigo Pr; 2d edition (October, 1991),  (ISBN 0-938434-61-6)
- Way of All Women: a Psychological Interpretation, Harpercollins Publisher (January 1, 1975),  (ISBN 0-609-03996-2)
- Journey Into Self, Longmans Green & Co., 1956
- Woman's Mysteries: Ancient & Modern, Longmans Green & Co., 1935
- The Way of All Women, Longmans Green & Co., 1933